# トフィク・バフラモフ・スタジアム
トフィク・バフラモフ・スタジアム（アゼルバイジャン語: Tofiq Bəhramov adına Respublika Stadionu）は、アゼルバイジャンの首都バクーにあるスタジアムである。最大3万人収容で国内最大のスタジアム。

## 概説
1939年に建設を開始したが、第二次世界大戦の影響で工事が中断される。戦後の1951年に完成。1993年には同年に死去した審判であったトフィク・バフラモフをたたえて改称された。
2012年に開催のFIFA U-17女子ワールドカップでは決勝戦の会場として使用された。